# Xennial
Xennials beschreibt eine Generation von Menschen, die in den Jahren 1977 bis 1983 geboren worden sind. In einigen Veröffentlichungen werden auch die Jahre 1984 und 1985 noch eingeschlossen. Das Wort Xennials wurde gewählt, weil es sich um eine Zwischengeneration von Menschen handelt, die am Ende der Generation X und am Beginn der Generation der Millennials geboren wurde. Prägend für die Generation der Xennials ist, dass sie eine analoge Kindheit und ein digitales junges Erwachsenenalter hatten. 
Der Begriff Xennials wurde erstmals in einem Essay von Sarah Stankorb im Jahre 2014 erwähnt. Ein deutschsprachiger Artikel dazu beschreibt die Xennials ebenfalls und erläuterte die spezielle Generation an Beispielen. Die ursprüngliche Autorin Sarah Stankorb bemängelt in einem Vogue-Artikel, dass ihr ursprünglicher Essay dazu überhaupt keine Bewandtnis mehr hat, sondern erst seitdem ein australischer Professor das Thema aufgegriffen hat, es auch wahrgenommen und aufgegriffen wird.
Laut Eintrag im Oxford English Dictionary wurde der Begriff bereits 2010 und 2011 jeweils einmal von zwei unterschiedlichen Nutzern auf der Plattform Twitter verwendet.